# Rogi André
Rogi André, pseudonimo di Rozsa Klein (Budapest, 10 agosto 1900 – Parigi, 11 aprile 1970) è stata una fotografa ungherese emigrata in Francia, dove ha vissuto la maggior parte della sua vita e si è affermata professionalmente come ritrattista dei principali esponenti artistici e letterari di Parigi tra le due guerre.

## Biografia
Rozsa Klein nacque il 10 agosto 1900 a Budapest, allora sotto la dominazione austriaca, figlia di un medico e di una casalinga. Soffrì fin dall'infanzia di una grave curvatura della colonna vertebrale che la costrinse ad indossare un corsetto d'acciaio che ne limitava i movimenti. Incoraggiata dal padre a studiare arte e violino, la giovane si affermò in entrambi. Nel 1924 si diplomò alla Scuola di Belle Arti di Budapest, con l'obiettivo di diventare pittrice.
Attratta dall'ambiente bohémien di Parigi, Rozsa Klein vi si stabilì nel 1925, accolta nella cerchia degli esiliati ungheresi contrari al regime dittatoriale di Horthy, reggente d'Ungheria dal 1920 al 1944, e sostenitori del conte Mihály Károlyi. Frequentò in particolare lo scultore István Beöthy e sua moglie, la pittrice Anna Beöthy-Steiner (1902–1985). Il 2 ottobre 1928 Rozsa Klein sposò il fotografo ungherese André Kertesz, suo vicino di casa, che aveva appena acquistato la sua prima Leica e ricevuto commissioni dalla prestigiosa rivista Vu, con crediti su diverse copertine. La coppia visse al 75 di Boulevard du Montparnasse, vicino alla galleria/libreria Esthétique, punto di incontro delle avanguardie parigine, fondata dal comune amico e pittore di origine russa Evsa Model, marito di Lisette Model.

### Inizio carriera
Rozsa Klein fu indirizzata e formata alla pratica fotografica dal marito, e con questa attività in breve tempo riuscì a garantirsi l'indipendenza finanziaria. Iniziò intorno al 1927-1928 fotografando nudi femminili, molto richiesti dalla stampa illustrata. Rapidamente divenne molto abile nell'uso del mezzo e contribuì ad avvicinare alla fotografia anche l'amica Lisette Model. Nel 1930 si specializzò in ritrattistica: riprendeva i suoi soggetti a figura intera, concentrandosi soprattutto sul portamento della testa, sui gesti, sulle mani, ed eliminando ogni dettaglio non significativo, per cercare di catturare la loro personalità. Le sue prime foto erano firmate Madame Kertesz e talvolta Rogi André; in seguito avrebbe firmato solo con quest'ultimo pseudonimo.
Dopo il divorzio nel 1932, si trasferì in un edificio in rue du Père-Cotentin, dove ebbe per vicine le due fotografe Florence Henri e Ilse Bing, con le quali intrattenne un rapporto di mutua collaborazione. In questo periodo lavorò per diverse riviste: Paris magazine, Arts et métiers graphiques, Verve. Fece amicizia con i surrealisti francesi e immigrati, incluso il noto esponente André Breton, per il quale nel 1934 fotografò la ballerina Jacqueline Lamba mentre si esibiva in un acquario, ritraendola come una ninfa dell'acqua; una delle sue foto venne usata per illustrare il testo La Nuit du tournesol, pubblicato nella rivista Minotaure nel 1935 e successivamente riprodotta nel suo L'Amour Fou.

### Ritrattista
A partire dagli anni '30, André produsse un pantheon di ritratti delle personalità artistiche e letterarie di Parigi, molti dei quali poi conservati nella collezione del Museum of Modern Art di New York. Includono Pablo Picasso, Aristide Maillol, Wassily Kandinsky, Fernand Léger, Florent Fels, Balthus, Le Corbusier, René Crevel, Ambroise Vollard, Antonin Artaud, Colette, André Breton, Jacques Prévert, François Mauriac, Pierre Roy, Maria Elena Vieira da Silva, Oscar Dominguez, Julio Gonzales, Maurice Utrillo, Max Ernst, Henri Matisse, Peggy Guggenheim, Jean Lurçat, Chaim Soutine, Roland Penrose, Jacques Lipchitz, Jean Cocteau, Georges Rouault, Marc Chagall, Maurice de Vlaminck, Luis Buñuel, André Gide, Pierre Reverdy, Jacques Villon, Raoul Dufy, Max Jacob, Alberto Giacometti, Django Reinhardt, Jean Sablon, Marie Laurencin, Piet Mondrian, Nush Eluard, Marcel Duchamp, André Lhote, Pierre Loeb, Joan Miró, Pierre Bonnard, Florence Henri, Natalia Gontcharova, Georges Braque, André Derain.
In questo periodo di grande produzione fotografica espose in numerose gallerie e partecipò ad eventi collettivi, tra cui nel 1936 all'Exposition internationale de la photographie contemporaine (Esposizione Internazionale di Fotografia Contemporanea) presso il Musée des Arts Décoratifs, Pavillon de Marsan a Parigi e alla mostra Photography, 1839-1937, al MoMa di New York nel 1937  in questo stesso anno alcune sue opere vennero esposte, con altre di Florence Henri e Man Ray, nella mostra Origines et développement de l'art international indépendant tenutasi al Musée du Jeu de Paume. Nel 1935 il fotografo e teorico della fotografia Emmanuel Sougez, scrivendo sulla rivista Arts et Métiers Graphique paragonò la fotografia di Rogi André a quella di Laure Albin-Guillot. Nel 1937 André fotografò Dora Maar, ritratto ritenuto di influenza cubista da parte di alcuni critici, per la composizione geometrica creata dalla fotografa usando un gioco di luci e ombre.

### Carriera tarda
A causa delle sue origini ebraiche, nel 1941, grazie all'aiuto di Renée Beslon, conosciuto nello studio di André Lhote dove prendeva lezioni di pittura, la fotografa si rifugiò temporaneamente in Turenna; tornata a Parigi, venne protetta dalla gallerista Jeanne Bucher che la tenne nascosta nella camera da letto della figlia. Nel 1943 i suoi ritratti di Max Ernst e di Picasso vennero esposti alla mostra Portraits, svoltasi al MoMa di New York. L'anno successivo ricevette l'incarico di fotografare Wassily Kandinsky sul letto di morte, che riprese con alle spalle il dipinto del 1935 Mouvement I.
Dal 1950 riprese a dipingere, senza cessare completamente di fotografare. Nel 1961 espose in una mostra collettiva internazionale di ritrattistica alle Galeries Mazarine et Mansart della Bibliothèque nationale di Parigi. Nel 1962, pur vivendo con scarsi mezzi, frequentò l'accademia del pittore André Lhote, continuando a svolgere lavori fotografici su commissione. Un'amica, Bernadette Dufort, la aiutava a sviluppare i negativi gratuitamente e a realizzare stampe nella sua camera oscura. In questo periodo si avvicina alla massoneria. Nel 1969 alcune sue opere furono esposte alla mostra Portrait Photographs, svoltasi al MoMa di New York.
Rogi André morì a Parigi l'11 aprile 1970, in povertà e dimenticata da tutti; i suoi modesti beni furono messi in vendita all'Hôtel Drouot. Parte dei suoi archivi, e in particolare le sue stampe, sono state salvate dalla distruzione o dalla perdita grazie agli sforzi di Jean-Claude Lemagny, curatore responsabile della fotografia contemporanea presso il Dipartimento di Stampe e Fotografia della Bibliothèque nationale de France che le ha acquisite nella propria collezione.

## Raccolte di foto
- (FR) Renée Beslon (a cura di), Rogi André : portraits, Paris, Éditions du Regard, 1981, OCLC 7926172.
- (FR) Brigitte Ollier, Elisabeth Nora (a cura di), Rogi André : photo sensible, Paris, Regard, 1999, OCLC 41992953.